# Seweweekspoortpiek
Seweweekspoortpiek es la montaña más alta Cinturón de Pliegue del Cabo (Cape Fold Belt) de Sudáfrica. Junto con su vecino occidental, el Pico Du Toits, califica como pico ultra prominente y estos son los únicos dos en la parte occidental del país.